# Loure (danse)
Pour les articles homonymes, voir Loure.
La loure est une danse française, proche de la forlane et de la bourrée auvergnate. Elle tire son nom d'un instrument à vent normand de la famille des cornemuses qui l'accompagnait notamment, la loure.
De rythme ternaire 
 et de tempo lent, elle se reconnaît à la forte accentuation du premier temps. Cette caractéristique a d'ailleurs donné le verbe « lourer », utilisé plus largement par les musiciens. Son aspect pesant en fait l'une des danses les moins prisées et les moins utilisées. Sa période s'étend de la fin du XVIIe au début du XVIIIe siècle.
Cette danse paysanne fut intégrée dans la suite instrumentale, accompagnant notamment la gavotte, la bourrée et la gigue chez Jean-Sébastien Bach (Suite française n° 5 en Sol majeur). D'autres compositeurs ont proposé des loures : Marc-Antoine Charpentier, François Couperin, Georg Philipp Telemann, Jean-Philippe Rameau, etc.
Sur le plan chorégraphique, la loure ressemble à une gigue lente, comportant deux pas par mesure, aux enchaînements complexes et aux ornements infinis. Elle a été décrite par Raoul Feuillet en 1704, dans son Recueil d'entrées de ballet de Mr Pécour.

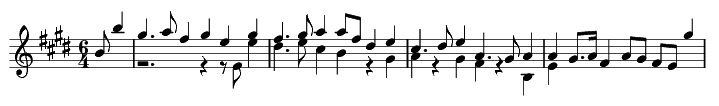
Premières mesures d'une loure de Johann Sebastian Bach, extraite de la partita no 3 pour violon BWV 1006.